# Gustave Ganay
Gustave Ganay (Marsella, 28 de març de 1892 - París, 23 d'agost de 1926) va ser un ciclista francès, professional des del 1919 al 1926. Es va especialitzar en el mig fons, en què va aconseguir dues medalles Campionats del Món.
Va morir en un accident amb la bicicleta al Parc dels Prínceps.

## Palmarès
- 1919
  - 1r a la Marsella-Lió
  - 1r a la Marsella-Toló-Marsella
- 1920
  - 1r a la Marsella-Niça
  - 1r a la Marsella-Toló-Marsella
  - 1r a la Cursa de côte du mont Faron
- 1926
  -  Campió de França de Mig fons